# Sigtuna stadshotell
Sigtuna stadshotell är ett stadshotell i Sigtuna.

## Historia
Sigtuna stadshotell byggdes 1909. Teglet fördes till platsen först med pråmar över Mälaren och sedan med kärror uppför bryggan. Kostnaden beräknades till 50 000 kronor men uppgick i slutet till 93 000 kronor. Fram till 1912 ägdes stadshotellet av Sigtuna stad, men såldes då till Ellen Paalzow med make. Nils Nilsson köpte verksamheten 1920 och 1950 köptes stadshotellet av Ragnar Lundgren.
Sigtunas första biograf låg i det konferensrum som i början av 2020-talet kallades för "Lilla Torget". I det konferensrum konferensrum som kallades "Spritbutiken" hade tidigare  Spritbolaget sin butik. 
År 1999 tog 1909 Sigtuna i Gruppen över som ny ägare. Bakom företaget stod Jessica Järvås och Magnus Sundström. De inledde med två års omfattande renovering och när sålde hotellet 2015 Marilyn Bellman Marilyn – som även ägde Wirsbo herrgård– var hotellet femstjärnigt. Hon sålde verksamheten 2023 till Mr French gruppen. Då hade hotellet 27 rum.